# Сакробоско (лунный кратер)
Кратер Сакробоско (лат. Sacrobosco) — большой древний ударный кратер в южном полушарии видимой стороны Луны. Название присвоено в честь средневекового британского математика и астронома Иоанна Сакробоско (ок.1195—ок.1256) и утверждено Международным астрономическим союзом в 1935 г. Образование кратера относится к донектарскому периоду.

## Описание кратера

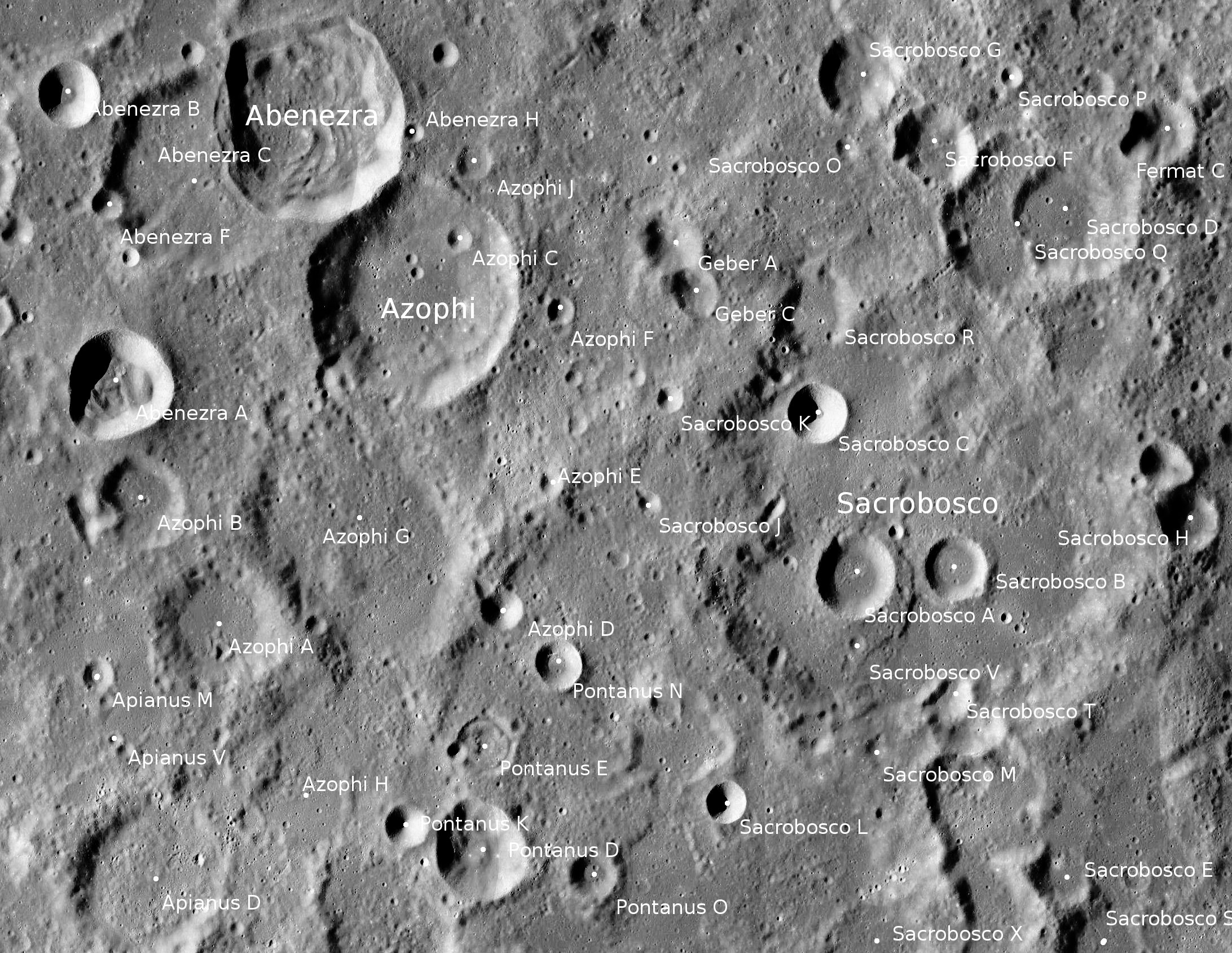
Окрестности кратера Сакробоско. Снимок зонда Lunar Reconnaissance Orbiter.

Ближайшими соседями кратера Сакробоско являются кратер Ас-Суфи на западе-северо-западе; кратер Гебер на севере-северо-западе; кратер Ферма на востоке-северо-востоке; кратер Понс на востоке-юго-востоке и кратер Понтано на юге-юго-западе. На востоке от кратера расположен уступ Алтай. Селенографические координаты центра кратера 23°45′ ю. ш. 16°38′ в. д. / 23,75° ю. ш. 16,64° в. д., диаметр 97,7 км, глубина 3800 м.
Кратер полигональную форму и значительно разрушен за длительное время своего существования. Вал сглажен и перекрыт по всему периметру множеством кратеров различного размера, северо-восточная часть вала практически полностью разрушена. Дно чаши относительно ровное, за исключением пересеченной северо-восточной части, покрытой породами, выброшенными при образовании соседних кратеров. В чаше кратера расположены три приметных небольших чашеобразных кратера — сателлитные кратеры Сакробоско A и Сакробоско B в южной части, Сакробоско C в северо-западной части. Между сателлитными кратерами Сакробоско A и Сакробоско B расположен невысокий хребет.

## Сателлитные кратеры

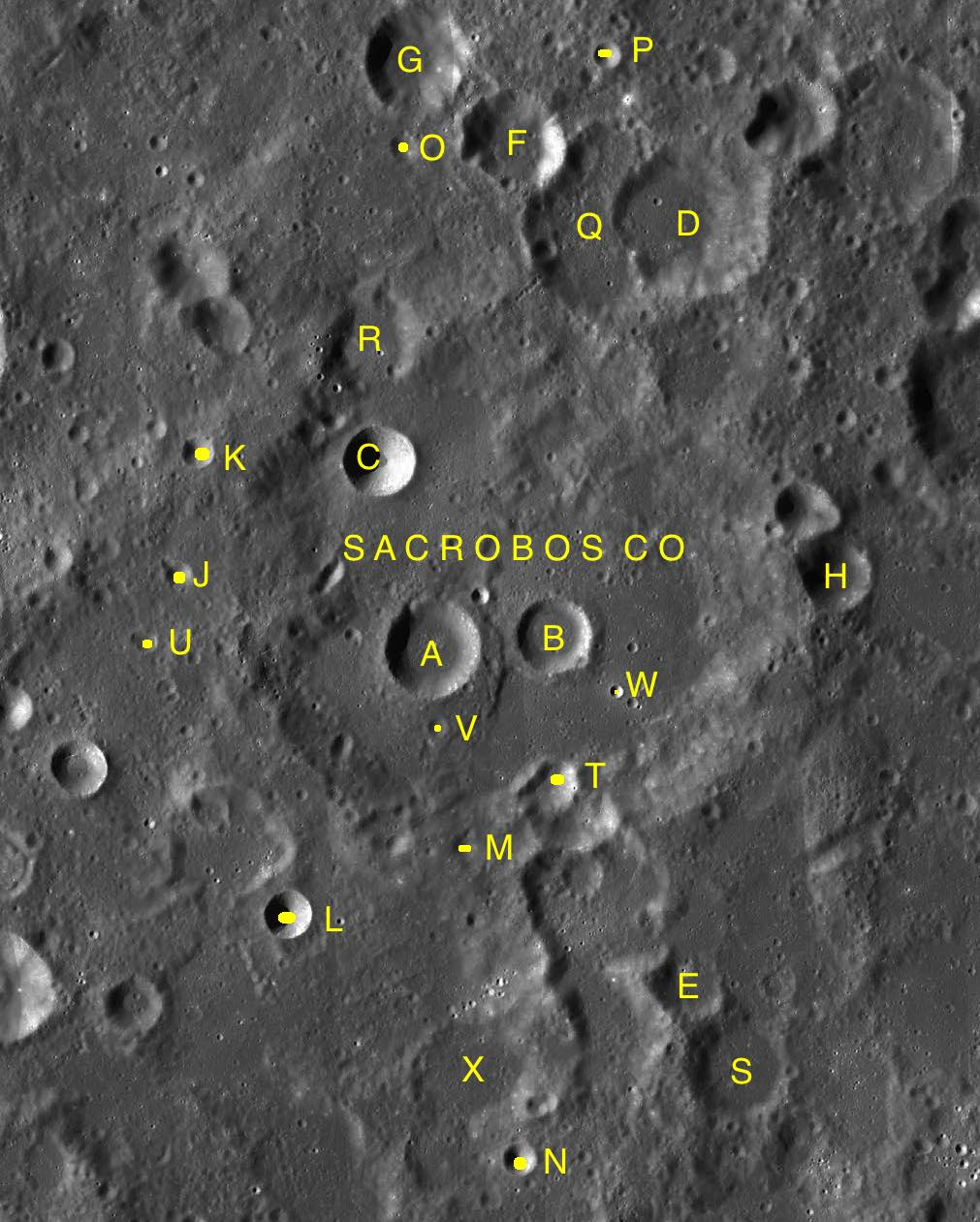
Фрагмент карты LAC-96.

| Сакробоско | Координаты                                            | Диаметр, км |
| ---------- | ----------------------------------------------------- | ----------- |
| A          | 24°06′ ю. ш. 16°07′ в. д. / 24,1° ю. ш. 16,12° в. д.  | 16,5        |
| B          | 24°02′ ю. ш. 16°53′ в. д. / 24,04° ю. ш. 16,89° в. д. | 13,2        |
| C          | 23°00′ ю. ш. 15°49′ в. д. / 23° ю. ш. 15,82° в. д.    | 12,6        |
| D          | 21°40′ ю. ш. 17°48′ в. д. / 21,67° ю. ш. 17,8° в. д.  | 26,5        |
| E          | 26°07′ ю. ш. 17°41′ в. д. / 26,11° ю. ш. 17,69° в. д. | 12,2        |
| F          | 21°10′ ю. ш. 16°44′ в. д. / 21,16° ю. ш. 16,73° в. д. | 17,6        |
| G          | 20°42′ ю. ш. 16°09′ в. д. / 20,7° ю. ш. 16,15° в. д.  | 18,1        |
| H          | 23°43′ ю. ш. 18°41′ в. д. / 23,72° ю. ш. 18,68° в. д. | 12,1        |
| J          | 23°37′ ю. ш. 14°32′ в. д. / 23,61° ю. ш. 14,53° в. д. | 4,8         |
| K          | 22°54′ ю. ш. 14°41′ в. д. / 22,9° ю. ш. 14,69° в. д.  | 5,5         |
| L          | 25°37′ ю. ш. 15°07′ в. д. / 25,61° ю. ш. 15,12° в. д. | 8,4         |
| M          | 25°18′ ю. ш. 16°16′ в. д. / 25,3° ю. ш. 16,27° в. д.  | 6,9         |
| N          | 27°05′ ю. ш. 16°34′ в. д. / 27,09° ю. ш. 16,56° в. д. | 5,7         |
| O          | 21°11′ ю. ш. 16°03′ в. д. / 21,19° ю. ш. 16,05° в. д. | 4,8         |
| Q          | 21°40′ ю. ш. 17°23′ в. д. / 21,66° ю. ш. 17,39° в. д. | 36,4        |
| R          | 22°19′ ю. ш. 15°47′ в. д. / 22,32° ю. ш. 15,78° в. д. | 20,6        |
| S          | 26°36′ ю. ш. 17°59′ в. д. / 26,6° ю. ш. 17,98° в. д.  | 19,6        |
| T          | 24°56′ ю. ш. 16°50′ в. д. / 24,94° ю. ш. 16,83° в. д. | 11,5        |
| U          | 23°59′ ю. ш. 14°18′ в. д. / 23,99° ю. ш. 14,3° в. д.  | 3,7         |
| V          | 24°34′ ю. ш. 16°08′ в. д. / 24,56° ю. ш. 16,13° в. д. | 3,6         |
| W          | 24°23′ ю. ш. 17°17′ в. д. / 24,38° ю. ш. 17,28° в. д. | 2,3         |
| X          | 26°38′ ю. ш. 16°16′ в. д. / 26,63° ю. ш. 16,27° в. д. | 23,3        |